# Quatuor à cordes no 4 de Bridge
Pour les articles homonymes, voir Quatuor à cordes no 4.
Le Quatuor à cordes  H.188 est une composition de musique de chambre de Frank Bridge composée en 1937.

## Structure
1. Allegro energico
2. Quasi minuetto
3. Finale: Adagio ma non troppo - Allegro con brio

## Source
- François-René Tranchefort, guide de la musique de chambre éd.Fayard 1989 p.192